# 41-es busz (Debrecen)
A debreceni 41-es jelzésű autóbusz a Vincellér utca és a Kinizsi Nyomda között közlekedik. Útvonala során érinti a Belvárost, Tócóskertet, a Mechwart András Szakközépiskolát, a helyközi autóbusz-állomást, a kistemplomot, a Csokonai Nemzeti Színházat, Debrecen-Szabadságtelep vasúti megállóhelyet és a Zsuzsi kisvasutat is. Munkanapokon a reggeli és a délutáni csúcsidőszakban 41Y jelzéssel Y-járata is közlekedik a Diószegi úthoz. A viszonylatot a Debreceni Közlekedési Zrt. üzemelteti.

## Története
A járat 1951-ben indult a Kistemplom és a Sólyom utca között. Nemsokára a végállomását a Rózsa utcai helyi buszállomásra helyezték át. 1955-ben kapta az 1-es jelzést. 1956-ban egy hónapon át körjárattá alakították, de nem vált be, így a régi útvonalat visszaállították. 1956 nyarán elindították az 1A járatot, mely a Vámospércsi útig az 1-es busszal együtt haladt, majd innen tovább a Létai úton át a Zádor utcáig közlekedett. 1959 májusában az 1-es, az 1A, a 2-es és a 3-as járatokat összevonták. A 12-es járat a Sólyom utca és a Nagysándor telep között közlekedett a korábbi 1-es és 2-es járat útvonalán, a 13-as járat pedig a Zádor utca és szintén a Nagysándor telep között közlekedett az 1A és a 3-as járat útvonalán. Az új járatok már nem érintették a Rózsa utcai helyi buszállomást, amely egy év múlva megszűnt. 1960. október 30-án a 12-es az 1-es, a 13-as busz a 2-es jelzést kapta meg. 1963. június 9-én kettéválasztották a 12-es és 13-as járatokat: a 2-es és 3-as járatok az összevonás előtti útvonalon, az 1-es járat a Külsővásártéri buszállomás és a Szabadságtelep, az 1A járat pedig szintén a buszállomástól közlekedett a Létai útig. 1968 decemberétől az 1A járat 11-es jelzéssel közlekedett változatlan útvonalon. 1972-ben indult el az 1A busz, mely az 1-es járat Bellegelő 180. megálló helyétől még tovább közlekedett egészen a Bellegelő 110. megállóhelyig. Az 1979. február 24-i menetrend-változáskor az 1-es és 1A járat, valamint az 1Y jelzést kapó 11-es járat meghosszabbodott a Segner térig. Nem sokkal a menetrendváltás után elkezdődött a Faraktár utcai felüljáró építése, így az 1-es, az 1Y és az újonnan indult 32-es buszok a Fürst Sándor utca - Landler Jenő utca - Luther utca - Ruyter utca - Április 4. útja útvonalon közlekedtek. Az átépítés kezdetekor az 1A busz megszűnt. 1980-ban a felüljáró építésének befejezése után a járatok ismét az eredeti útvonalon közlekedtek. 1985. szeptember 28-án indult el az 1Z járat, mely a Segner tér és a mai Kinizsi nyomda között közlekedett. 1986. január 25-én az 1Y busz a Gázcseretelepi fordulóig (mai Bayk András utcai forduló) hosszabbodott. 1991. augusztus 31-én módosították az 1-es és az 5-ös járat család járatait. Ezután az 1-es busz a Segner tér és a Kinizsi nyomda között közlekedett az eddigi 1Z járat útvonalán, az 1A a Segner tér és a Létai út között közlekedett az eddigi 1Y busz útvonalán, az 5-ös busz pedig a Vincellér utca és a Kondorosi csárda között közlekedik azóta. 1993. szeptember 1-től a járatok az István úton át a Vincellér utcáig hosszabbodtak meg. 1997. február 1-én megújult az 1-es járatcsalád. Ekkor jöttek létre azok a viszonylatok, melyek a mai napig közlekednek. Az 1-es busz a Vincellér utca és a Kinizsi nyomda, az 1Y busz pedig a Vincellér utca és a Diószegi út között közlekedik. Ekkortól az 1-es és 1Y buszok az István utat a Széchenyi utcán keresztül haladva érték el. Ekkortól kezdve a két járat a kelet-nyugati közlekedési tengely egyik fő járata lett. A járatokat a 2009. július 1-jei szolgáltatóváltáskor 41-esre és 41Y-ra nevezték át, ugyanis az 1 és 9 közötti számítást a villamosoknak és a trolinak tartották fenn. A járatok csúcsidei 7,5 perces, és a csúcsidőn kívüli 15 perces követését folyamatosan ritkították. 2011 óta a 41Y busz már csak csúcsidőben közlekedik. A követés mára csúcsidőben 7,5-10, csúcsidőn kívül 30 percre ritkult.

## Útvonala
| Év        | Végállomások                                                                         | Útvonal oda | Útvonal vissza |
| --------- | ------------------------------------------------------------------------------------ | --- | --- |
| 1951-1956 | Rózsa utca – Sólyom utca                                                             | Kossuth utca – Faraktár utca – Vámospércsi út | Vámospércsi út – Faraktár utca – Kossuth utca |
| 1956-1959 | Rózsa utca – Sólyom utca/(1A: Zádor utca)                                            | Kossuth utca – Faraktár utca – Vámospércsi út – (1A: Létai út – Zádor utca)                                                                                    | (1A: Zádor utca – Létai út) – Vámospércsi út – Faraktár utca – Kossuth utca                                                                                  |
| 1959-1963 | Ebben az időszakban a 12-es és 13-as buszok közlekedtek az 1-es és 1A buszok helyett | Ebben az időszakban a 12-es és 13-as buszok közlekedtek az 1-es és 1A buszok helyett                                                                           | Ebben az időszakban a 12-es és 13-as buszok közlekedtek az 1-es és 1A buszok helyett                                                                         |
| 1963-1968 | MÁVAUT pályaudvar – Sólyom utca/(1A: Létai út)                                       | Széchenyi utca – Kossuth utca – Faraktár utca – Vámospércsi út – (1A: Létai út)                                                                                | (1A: Létai út) – Vámospércsi út – Faraktár utca – Kossuth utca – Széchenyi utca                                                                              |
| 1968-1972 | MÁVAUT pályaudvar – Sólyom utca/(11: Létai út)                                       | Széchenyi utca – Kossuth utca – Faraktár utca – Vámospércsi út – (11: Létai út)                                                                                | (11: Létai út) – Vámospércsi út – Faraktár utca – Kossuth utca – Széchenyi utca                                                                              |
| 1972-1979 | MÁVAUT pályaudvar – Bellegelő 180./(1A: Bellegelő 110./11: Létai út)                 | Széchenyi utca – Kossuth utca – Faraktár utca – Vámospércsi út – (11: Létai út) – Bellegelő                                                                    | Bellegelő – (11: Létai út) – Vámospércsi út – Faraktár utca – Kossuth utca – Széchenyi utca                                                                  |
| 1979      | Nyugati utca – Bellegelő 180./(1A: Bellegelő 110./1Y: Létai út)                      | Széchenyi utca – Kossuth utca – Faraktár utca – Vámospércsi út – (1Y: Létai út) – Bellegelő                                                                    | Bellegelő – (1Y: Létai út) – Vámospércsi út – Faraktár utca – Kossuth utca – Széchenyi utca                                                                  |
| 1979-1980 | Nyugati utca – Bellegelő 180./(1Y: Létai út)                                         | Széchenyi utca – Kossuth utca – Rakovszky Dániel utca – Ótemető utca – Luther utca – Ruyter utca – Faraktár utca – Vámospércsi út – (1Y: Létai út) – Bellegelő | Bellegelő – (1Y: Létai út) – Vámospércsi út – Faraktár utca Ruyter utca – Luther utca – Ótemető utca – Rakovszky Dániel utca – Kossuth utca – Széchenyi utca |
| 1980-1985 | Nyugati utca – Bellegelő 180./(1Y: Létai út)                                         | Széchenyi utca – Kossuth utca – Faraktár utca – Vámospércsi út – (1Y: Létai út) – Bellegelő                                                                    | Bellegelő – (1Y: Létai út) – Vámospércsi út – Faraktár utca – Kossuth utca – Széchenyi utca                                                                  |
| 1985-1986 | Nyugati utca – Bellegelő 180./(1Y: Létai út/1Z: Kinizsi nyomda)                      | Széchenyi utca – Kossuth utca – Faraktár utca – Vámospércsi út – (1Y/1Z: Létai út 1Y vá. – Kinizsi nyomda 1Z vá.) – Bellegelő                                  | Bellegelő – (1Z: Kinizsi nyomda – 1Y: Létai út) – Vámospércsi út – Faraktár utca – Kossuth utca – Széchenyi utca                                             |
| 1986-1991 | Nyugati utca – Bellegelő 180./(1Y: Gázcseretelep/1Z: Kinizsi nyomda)                 | Széchenyi utca – Kossuth utca – Faraktár utca – Vámospércsi út – (1Y/1Z: Létai út – Gázcseretelep 1Y vá. – Kinizsi nyomda 1Z vá.) – Bellegelő                  | Bellegelő – (1Z: Kinizsi nyomda – 1Y: Gázcseretelep – Létai út) – Vámospércsi út – Faraktár utca – Kossuth utca – Széchenyi utca                             |
| 1991-1993 | Nyugati utca – (1A: Gázcseretelep vá.) – Kinizsi nyomda                              | Széchenyi utca – Kossuth utca – Faraktár utca – Vámospércsi út – Létai út – (Gázcseretelep 1A vá.) – Kinizsi nyomda                                            | Kinizsi nyomda – (1A: Gázcseretelep) – Létai út – Vámospércsi út – Faraktár utca – Kossuth utca – Széchenyi utca                                             |
| 1993-1997 | Vincellér utca – (1A: Gázcseretelep vá.) – Kinizsi nyomda                            | István út – Nyugati utca – Széchenyi utca – Kossuth utca – Faraktár utca – Vámospércsi út – Létai út – (Gázcseretelep 1A vá.) – Kinizsi nyomda                 | Kinizsi nyomda – (1A: Gázcseretelep) – Létai út – Vámospércsi út – Faraktár utca – Kossuth utca – Széchenyi utca – Nyugati utca – István út                  |
| 1997-től  | Vincellér utca – Kinizsi nyomda                                                      | István út – Széchenyi utca – Kossuth utca – Méliusz tér – Faraktár utca – Vámospércsi út – Létai út                                                            | Létai út – Vámospércsi út – Faraktár utca – Méliusz tér – Kossuth utca – Széchenyi utca – István út                                                          |

## Megállóhelyei
| 0  | Vincellér utca végállomás                          | 24 | 12, 19, 22, 22Y, 24, 24Y, 25, 25Y, 30, 30A, 41Y, 45, 125                                                                                    |
| 1  | Tócoskert tér                                      | 23 | 19, 22, 22Y, 24, 24Y, 30, 30A, 41Y, 45 |
| 2  | Kadosa utca (↓) István út (↑)                      | 22 | 22, 22Y, 24, 24Y, 41Y, 45 Helyközi buszok                                                                                                   |
| 3  | Földi János utca                                   | 21 | 41Y |
| 4  | Kürtös utca                                        | 20 | 41Y |
| 6  | Helyközi autóbusz-állomás                          | 18 | 3, 3A, 4, 5, 5A 10, 10A, 10Y, 14, 19, 25, 25Y, 34, 35, 35Y, 36, 41Y, 42, 42A, 45, 46, 46E, 46H, 49, 49Y, 125, 125Y, 146, A1 Helyközi buszok |
| 7  | Debreceni Ítélőtábla (↓) Debreceni Törvényszék (↑) | 17 | 3, 3A, 4 19, 25, 25Y, 41Y, 42, 42A, 45, 125, 125Y, A1                                                                                       |
| 9  | Csokonai Színház                                   | 15 | 3, 3A, 4 19, 25, 25Y, 41Y, 45, 125, 125Y |
| 11 | Kandia utca                                        | 13 | 4 19, 25, 25Y, 41Y, 45, 125, 125Y |
| 13 | Faraktár utca                                      | 11 | 19, 25, 25Y, 37, 41Y, 45, 125, 125Y Helyközi buszok                                                                                         |
| 14 | Kolónia utca                                       | ∫  | 25, 25Y, 37, 41Y, 45, 125, 125Y Helyközi buszok                                                                                             |
| 15 | Falóger                                            | 8  | 25, 25Y, 37, 41Y, 45, 125, 125Y Helyközi buszok Debrecen-Szabadságtelep                                                                     |
| 18 | Komáromi Csipkés György tér                        | 7  | 11, 25, 25Y, 37, 41Y, 45, 125, 125Y Helyközi buszok Zsuzsi Erdei Vasút                                                                      |
| 19 | Keresztesi utca                                    | 5  | 41Y |
| 20 | Vadliba utca                                       | 4  | 41Y |
| 21 | Fiákeres utca                                      | 3  | 15Y |
| 22 | Bayk András utca                                   | 2  | 15Y |
| 23 | Moha utca                                          | 1  | |
| 24 | Kinizsi Nyomda végállomás                          | 0  | |